# Marie Knitschke
Marie Knitschke (* 3. Mai 1857 in Mährisch-Schönberg; † 14. Dezember 1940 ebenda) war eine deutsche Schriftstellerin.

## Leben
Sie war die Tochter des Kaufmanns Rudolf Axmann und besuchte die Volksschule in ihrer Heimatstadt und ging zur weiteren Ausbildung nach Olmütz. Sie heiratete den Bahnbeamten Adolf Knitschke, trennte sich aber bald von diesem Mann und lebte mit ihren drei Kindern bei ihrer Mutter in Mährisch-Schönberg, wo sie als Klavier- und Gesangslehrerin und als Schriftstellerin die Familie ernährte. Sie beteiligte sich am kulturellen Leben, befasste sich mit der Geschichte der Stadt, insbesondere mit den Hexenprozessen, und stand im Briefverkehr mit Gerhart Hauptmann, Leo Slezak, Edvard Grieg und anderen. Sie verfasste Gedichte, Erzählungen und Schwänke für das Theater.

## Werke (Auswahl)
- Die Tante aus der Provinz. Schwank in 1 Akt. Bloch, Berlin 1891.
- Schneerose. 1892.[1]
- Verfehlte Liebe, verfehltes Leben. Novelle. 1892.[1]
- Johannistrieb. Komische Scene für 3 Damen. Oestreicher, Mährisch-Schönberg 1893.
- Fräulein Doktor. Schwank in 1 Akt. Bloch, Berlin 1893.
- Erlebtes u. Erdachtes. Gedichte und Erzählungen. 2 Bände. Selbstverlag, Mährisch Schönberg 1892.
- Eine Neujahrsnacht. Heitere Scene mit Gesang für 13 Herren und 2 Damen. Selbstverlag, Mährisch-Schönberg 1893.
- Auf ungewöhnlichem Wege. Schwank in 1 Akt für 1 Herrn und 1 Dame. Selbstverlag. Mährisch-Schönberg 1894.
- Kuckuck. Komische Scene für 8 Damen. Selbstverlag, Mährisch-Schönberg 1895.
- In die Falle gegangen! Schwank in 1 Akt. Danner, Mühlhausen 1895.
- Am Telephon. Humoristische Soloscene. Danner, Mühlhausen 1895.
- Dilletantenbühne. 7 Schwänke. Selbstverlag, Mährisch-Schönberg 1897.[1]
- Grossväterchens Geburtstag. Scene für Kindertheater. Bloch, Berlin 1898.
- Eine Vorprüfung. Komische Scene für eine beliebige Anzahl von Herren oder Damen. Danner, Mühlhausen 1905.
- Die Schwesternkirchen. 1911.[1]
- Agneta, die Hexe von Ullersdorf. Versepos. 1912.[1]

## Herausgeberschaft
- Karl Rotter: Lieder eines Todten. Albrecht, Sternberg 1895.